# Cryptostomaria crassatina
Cryptostomaria crassatina är en mossdjursart som beskrevs av Canu och Bassler 1927. Cryptostomaria crassatina ingår i släktet Cryptostomaria och familjen Cellariidae. Inga underarter finns listade i Catalogue of Life.